# Nerva (Huelva)
Nerva és un poble de la província de Huelva (Andalusia), que pertany a la comarca de Cuenca Minera.

## Demografia
| 1996 | 1998 | 1999 | 2000 | 2001 | 2002 | 2003 | 2004 | 2005 |
| ---- | ---- | ---- | ---- | ---- | ---- | ---- | ---- | ---- |
| 6594 | 6544 | 6475 | 6413 | 6291 | 6196 | 6101 | 6051 | 5936 |

## Personatges Il·lustres
- Lauren Postigo, crític musical.
- Javier Perianes, pianista.
- Daniel Vázquez Díaz, pintor.